# Val Clarea
La Val Clarea è una breve valle tributaria della Val di Susa percorsa dal torrente Clarea. La valle si apre all'altezza di Giaglione e si incunea nel Massiccio dell'Ambin, gruppo montuoso delle Alpi Cozie.

## Storia
Il nome Clare deriva dal latino glarea (ghiaia), e si riferisce ai depositi ghiaiosi dovuti allo scorrere dei corsi d'acqua; dalla stessa radice derivano anche, ad esempio, i toponimi Gravere o Gravio.
Oltre al corso principale del torrente Clarea, la valle si compone di due ulteriori valloni secondari: il ripido e boscoso vallone del Tiraculo, rivolto a settentrione verso la Cima 4 Denti, e il più piccolo vallone dell'Arià in posizione intermedia. Il colle Clapier, posto alla testata della valle a 2.477 m, la mette in comunicazione con il lungo vallon de Savine che si trova già in territorio francese.
Un tempo la Val Clarea era percorsa da un sentiero proveniente dal colle Clapier che permetteva di superare le Alpi, poi interrotto in epoca altomedioevale da una frana.
Nel corso della seconda metà del XV secolo si conclusero i lavori di costruzione del canale di Maria Bona: questo canale scavato nella roccia del monte Toasso Bianco raccoglie l'acqua del torrente Clarea per poi irrigare i campi di Giaglione situati molto più a valle.
In anni recenti è stato ricavato nel fondo vallivo un grande bacino artificiale di raccolta delle acque di 563300 m³ per alimentare una centrale idroelettrica posizionata in caverna facente parte dell'impianto di Pont Ventoux.

## Punti di appoggio
In alta valle si trova il Rifugio Luigi Vaccarone (2.747 m) e il bivacco Annibale a poche centinaia di metri dal colle Clapier in territorio italiano.
Sul Colle Avanzà che collega la Val Clarea e la Val Cenischia c'è l'omonimo Rifugio Avanzà, di proprietà del comune di Venaus.